# Задолє
Задолє (словен. Zadolje) — поселення в общині Рибниця, регіон Південно-Східна Словенія, Словенія.